# Миссис Лаури и сын
«Миссис Лаури и сын» (англ. Mrs Lowry & Son) — художественный фильм режиссёра Адриана Ноубла. Сценаристом выступил Мартин Хесфорд, автор оригинальной пьесы, сюжет которой описывает отношения между Лаури и его матерью Элизабет, у которой есть сомнения по поводу карьеры сына в живописи. В главных ролях — Ванесса Редгрейв и Тимоти Сполл.
Премьера фильма состоялась на Эдинбургском международном кинофестивале 30 июня 2019 года. В Великобритании фильм вышел в прокат 30 августа 2019 года.

## Сюжет
Британский художник Лоуренс Лаури жил со своей властной матерью Элизабет до её смерти в 1939 году. По вечерам он берёт уроки рисования и рисует до раннего утра. Прикованная к постели и озлобленная Элизабет пытается отговорить сына от реализации его художественных амбиций, не скрывая своего разочарования в нём.

## В ролях
- Ванесса Редгрейв — Элизабет Лаури
  - Роза Ноубл — молодая Элизабет
- Тимоти Сполл — Л. С. Лаури
  - Лоуренс Миллс — молодой Лаури
- Стивен Лорд — мистер Стэнхоуп
- Венди Морган -— миссис Стэнхоуп
- Майкл Кио — мистер Лаури
- Джон Алан Робертс — искусствовед

## Производство

### Разработка
12 января 2018 года стало известно, что Тимоти Сполл и Ванесса Редгрейв присоединятся к актёрскому составу фильма, где Сполл получил роль Л. С. Лаури, а Редгрейв — его матери, Элизабет Лаури. Сполл ранее играл Уильяма Тернера, также известного художника, в биографическом фильме 2014 года «Мистер Тернер», который принёс ему премию Каннского кинофестиваля за лучшую мужскую роль. Сполл рассказал, что для роли Л. С. Лаури, в отличие от фильма «Мистер Тёрнер», ему уже не нужно было брать уроки живописи, поскольку в фильме живописи очень мало. Адриан Ноубл выступил режиссёром фильма, а Мартин Хесфорд написал сценарий на основе собственной пьесы. Продюсером фильма выступила Дебби Грей из компании Genesius Pictures.
Съемки начались в январе 2018 года и прошли в разных местах Лондона и округа Большой Манчестер, в основном в Манчестере и завершились примерно через месяц в Манчестере.

### Музыка
29 января 2018 года было объявлено, что английский композитор Стивен Уорбек напишет музыку к фильму. Однако по неизвестным причинам шотландский композитор Крейг Армстронг взял на себя обязанности по написанию музыки.

## Релиз
Мировая премьера состоялась на Эдинбургском международном кинофестивале, где это был заключительный фильм вечера, 30 июня 2019 года. Первый трейлер фильма вышел 27 июня 2019 года. 17 мая 2019 года Vertigo Films получила права на распространение в Соединенном Королевстве и выпустила фильм 30 августа 2019 года.

### Прием критиков
На сайте Rotten Tomatoes рейтинг фильма составляет 61 % на основе 36 отзывов, средний рейтинг — 6,11 из 10. Критический консенсус на сайте гласит: "Фильм объединяет двух талантливых актёров, которым удается оживить некачественный сценарий ". На Metacritic фильм имеет средневзвешенную оценку 42 из 100, основанную на 10 рецензиях, что указывает на «смешанные отзывы».
Прием фильма был неоднозначным. Питер Брэдшоу из The Guardian отметил, что Редгрейв изобразила Элизабет Лаури «проницательной и забавно мрачной», и дал ему 3 из 5 звезд, но похвалил двух главных героев за «развлекательную игру». Ян Фрир из Empire поставил фильму 2 из 5 звезд.